# Potlapigua
 Ovo je glavno značenje pojma Potlapigua. Za jezik kojim govori ovo pleme pogledajte potlapigua (jezik).
Potlapigua je pleme Piman Indijanaca iz grupe Upper Pima ili Pimas Altos i istoimeno naselje na teritoriju Ópata u meksičkoj državi Sonora, blizu Babispe ili Bavispe i Baceraca.  
Služili su se jezikom potlapigua, vjerojatno srodnom onima kojim su se govorili i Indijanci Soba i Piato, plemenima koja su ostala odvojena od matice cijepanjem Pima dolaskom bijelaca u kasnoj prvoj polovici 16. stoljeća. 

## Vanjske poveznice
- Pima  Arhivirana inačica izvorne stranice od 15. veljače 2008. (Wayback Machine)